# Valeriana corynodes
Valeriana corynodes är en kaprifolväxtart som beskrevs av Borsini. Valeriana corynodes ingår i släktet vänderötter, och familjen kaprifolväxter. Inga underarter finns listade i Catalogue of Life.